# Iris robusta
Iris robusta är en irisväxtart som beskrevs av Edgar Shannon Anderson. Iris robusta ingår i släktet irisar, och familjen irisväxter. Inga underarter finns listade i Catalogue of Life.